# François de Bassompierre
Pour les articles homonymes, voir Bassompierre.
François de Bassompierre, marquis d'Haroué, né le 12 avril 1579, au château d'Haroué en Lorraine et mort le 12 octobre 1646 au château du duc de Vitry, en Brie, est un militaire et diplomate français. Il est fait maréchal de France en 1622.
François de Bassompierre voyage en Italie et dans le royaume de Naples. Il se fixe ensuite à la cour d’Henri IV puis à celle de Louis XIII.
Se distinguant dans la plupart des guerres que mèneront Henri IV puis Louis XIII, comme lors du siège de Saint-Jean-d'Angély, il est nommé, en 1614, colonel général des Suisses et, en 1622, maréchal de France. Louis XIII l'emploiera également dans diverses ambassades, en Espagne, en Suisse et en Angleterre.

## Biographie

### Origines et famille
Le maréchal de Bassompierre descend de l'ancienne maison de Ravensberg, implantée dans le Westrich germanique entre la France, le Luxembourg et l'Allemagne actuels. Il descendait d'une ancienne famille qui avait pendant des générations servi les ducs de Bourgogne et de Lorraine. La branche dont est issu le maréchal possédait la baronnie de Betstein (près de Briey en Lorraine), nom germanique francisé en Bassompierre. 
François est le fils aîné de Christophe de Bassompierre (vers 1535-1596) et de Louise Le Picart de Radeval. (~1542/44-1615). Il naît au château de Haroué, en Lorraine, le 12 avril 1579. Il est l'aîné d'une fratrie de 5 enfants. Ses frères et sœurs sont :
- Jean de Bassompierre (? - 1604)
- Henriette ; (1582-1609) ; épouse en 1603 Timoléon d'Epinay de Saint-Luc, futur maréchal de France
- Georges African (1587-1632)  ; marquis de Remauville (ou Removille), bailli et gouverneur des Vosges, grand écuyer de Lorraine ; épouse en 1610 Henriette de Tornielle
- Catherine  ; 1590-1653 ; épouse en 1608 Tanguy le Veneur, comte de Tillières, seigneur de Carouge, futur ambassadeur en Angleterre

Après avoir fait ses études avec ses frères en Bavière et en Italie, à dix-neuf ans il est présenté à la cour du roi Henri IV en 1598. Il devient un grand favori du roi, et participe pleinement à la vie dissipée de la cour.

### Carrière militaire

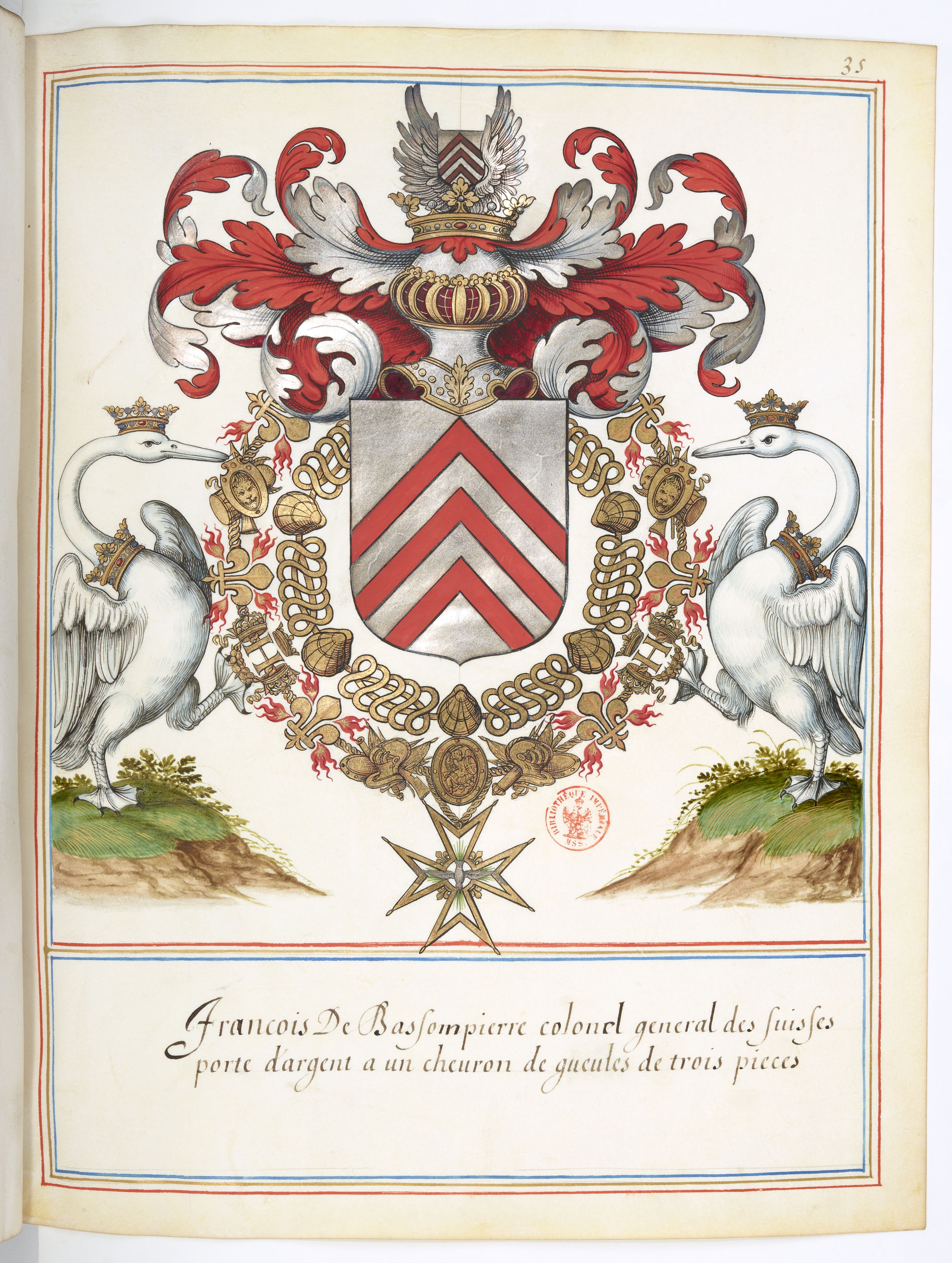
François de Bassompierre, colonel général de la Garde suisse, chevalier de l'Ordre de Saint-Michel, chevalier de l'ordre du Saint-Esprit. Armorial de l'Ordre du St -Esprit, 1610-1621.

En 1600, il participa à la brève guerre franco-savoyarde, et en 1603 il combat en Hongrie dans la Longue Guerre contre les Turcs, pour l'empereur Rodolphe II.
En 1614, pendant la régence de Marie de Médicis, devenue reine mère, il assiste celle-ci dans sa lutte contre les nobles. Mais, après le coup de majesté du jeune roi Louis XIII en 1617, il reste fidèle à ce dernier, et assiste les royalistes lorsqu'ils mettent en déroute les partisans de Marie à la bataille des Ponts-de-Cé en 1620.
En 1615, Bassompierre achète à Henri II de Rohan, duc de Rohan, le poste convoité de colonel général des Suisses et des Grisons.
En 1617, Bassompierre reçoit la capitainerie de la Bastille de Louis XIII. Il avait sous ses ordres 60 gardes suisses et ne resta que 8 à 10 jours avant de remettre la place au connétable de Luynes.
Ses services lors des rébellions huguenotes de 1621-1622 lui valent la dignité de maréchal de France à l'occasion du traité de Montpellier.
Il fait partie de l'armée du roi pendant le siège de La Rochelle en 1628. En 1629 il se distingue dans la campagne contre les nouvelles rébellions huguenotes du Languedoc, en particulier au siège de Privas.
En tant que colonel général des suisses, il va lever des troupes en Suisse lorsque Louis XIII marche contre la Savoie en 1629.
En 1630, la ville de Rumilly en Haute Savoie est assiégée par les troupes du roi. Les Rumilliens résistent. Le 23 Mai 1630, le maréchel de Bassompierre se serait présenté devant les murs pour informer les assiégés que les autres cités avaient capitulé. Les Rumilliens lui auraient répondu "E capoé"( et alors !) interjection devenue la devise de la Ville .
Après une courte campagne en Italie dans la guerre de Succession de Mantoue, sa carrière militaire prend fin.

### Carrière diplomatique
En tant que diplomate, sa carrière a été un échec.
En 1621, il se rend à Madrid comme envoyé extraordinaire pour régler le différend concernant la saisie des forts valtellins par l'Espagne, et signe l'infructueux traité de Madrid, entérinant l’expulsion de l’Espagne de la Valteline, dans le cadre de la guerre de la Valteline.
En 1625, il fut envoyé en Suisse pour une mission tout aussi futile, et en 1626 à Londres pour assurer la rétention des ecclésiastiques catholiques et des assistants d'Henriette-Marie, épouse du roi Charles Ier d'Angleterre.

### Embastillé
L'influence personnelle d'Henri IV avait dissuadé Bassompierre d'un mariage avec Charlotte de Montmorency. Il épouse secrètement en 1614 Louise Marguerite de Lorraine, fille d'Henri Ier de Guise. Il eut de sa liaison avec Marie-Charlotte de Balzac d’Entragues un fils, Louis de Bassompierre, évêque de Saintes. Ce mariage sera la véritable cause de sa disgrâce après la Journée des Dupes en 1630, d'après Saint-Simon. Sa part n'était que faible, mais sa femme était une amie intime de Marie de Médicis et son hostilité envers le cardinal de Richelieu éveilla ses soupçons.
Bassompière est emprisonné, selon Saint-Simon, à cause de cette alliance, et malgré les services rendus, Louis XIII, cédant aux instances et conseils du cardinal de Richelieu, le fait arrêter, le 25 février 1631, pour complot et emprisonner à la Bastille (mais la rue Bassompierre de Paris, toute proche de la Bastille, devrait plutôt son nom au fait que son quartier de l'Arsenal fut rénové à cette époque, il renferme ainsi d'autres voies aux noms de compagnons d'armes de Henri IV, complétés par ceux de Napoléon Bonaparte).
Il reste 12 ans ainsi embastillé, et ne sortira qu'à la mort du roi en 1643. Pourtant, Bassompierre n'avait jamais réellement comploté. Bravant l'adversité, il sut aménager sa captivité qui, sans être douce, ne fut point trop cruelle. Il meurt d'apoplexie, au château du duc de Vitry, en Brie, selon les uns, chez le marquis de Coye à Provins, selon les autres.

## Son passage à la postérité
Tallemant des Réaux et Saint-Simon lui tinrent lieu d'historiographes.

### Ses œuvres

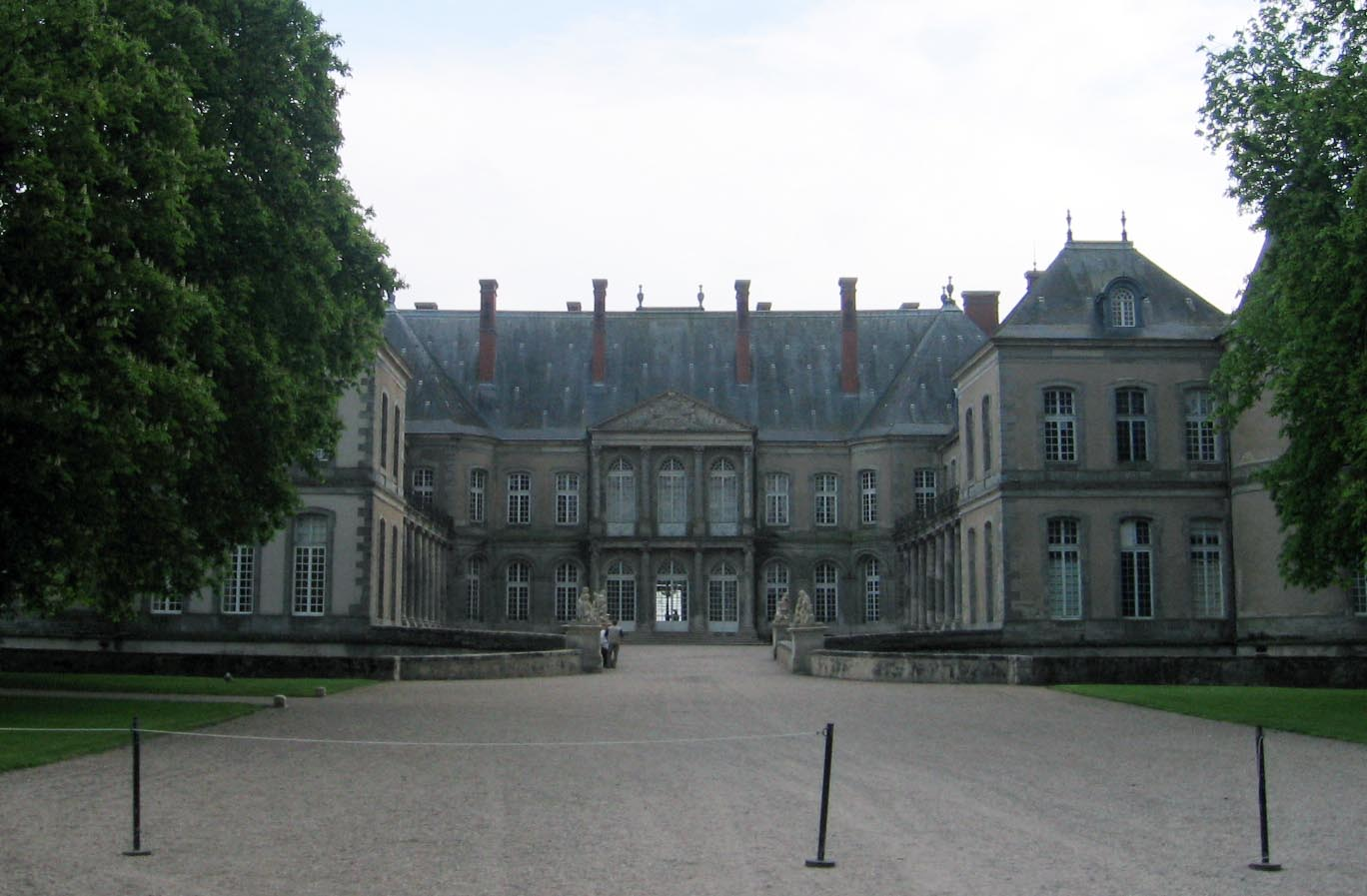
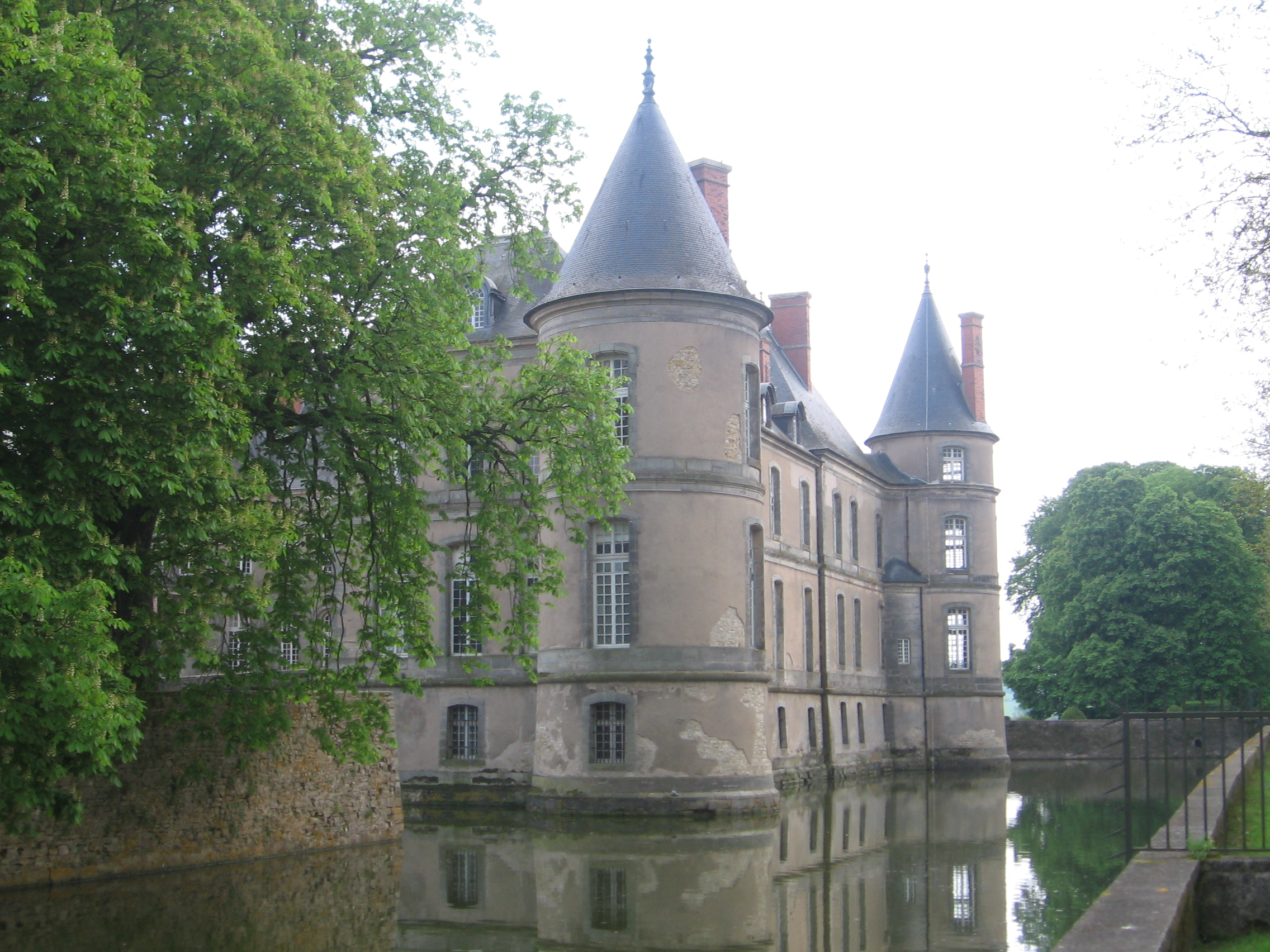
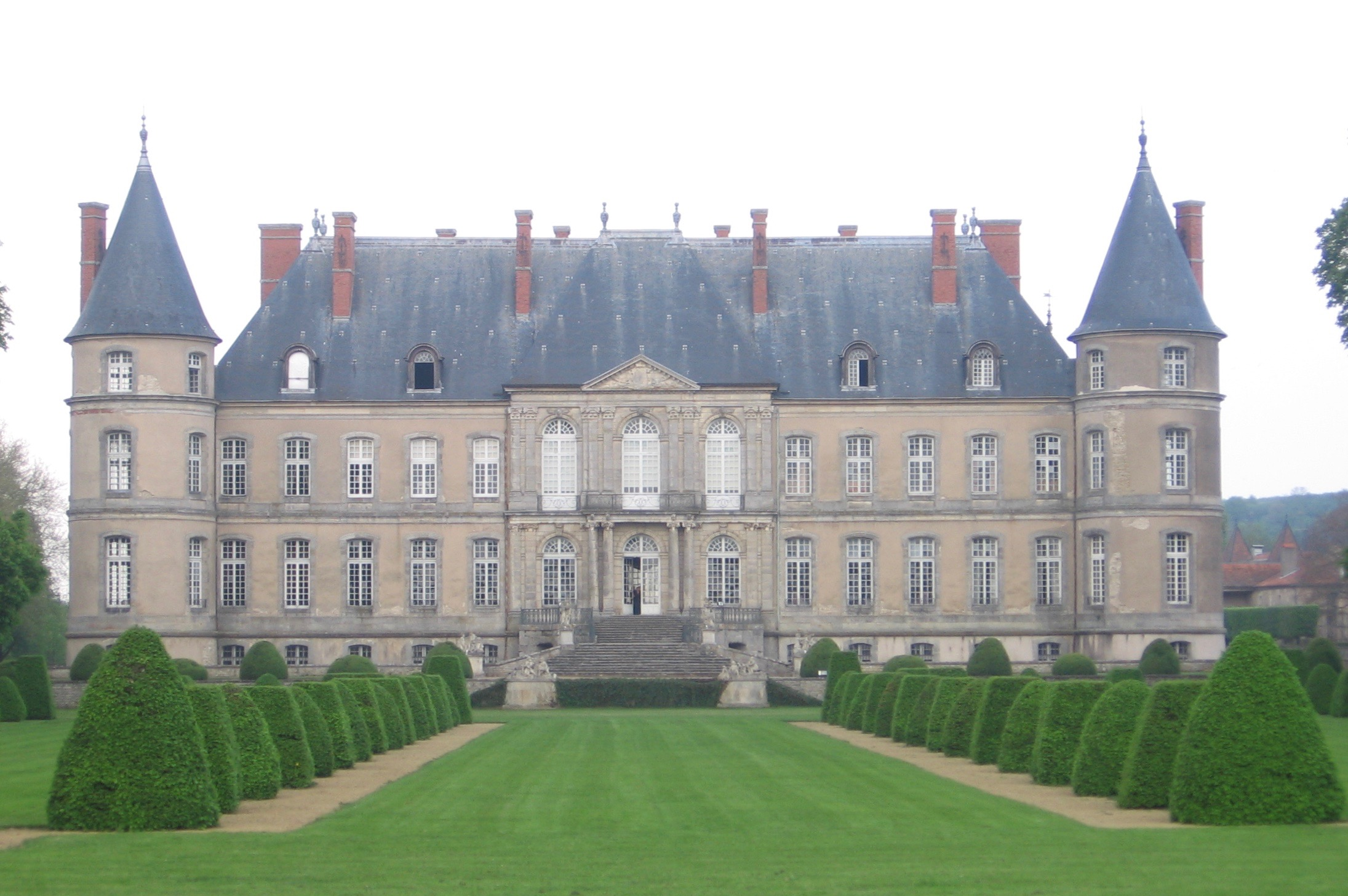

Seuls les communs du château d'Haroué actuel datent de Bassompierre. Le maréchal a son buste dans le parc du village d'Haroué.
Il a laissé :
- Mémoires du mareschal de Bassompierre : contenant l'histoire de sa vie, Cologne, 1665 ;
  - Volume 1 sur Google Livres
  - Volume 2 sur Google Livres
  - Ou sur Wikisource : Journal de ma vie
- le récit de ses Ambassades en Espagne, en Suisse et en Angleterre, 1668, 4 forts volumes in-12.
  - Ambassade du Mareschal de Bassompierre en Espagne l'an 1621 sur Google Livres, 1668
  - Ambassade du mareschal de Bassompierre en Suisse l'an 1625 sur Google Livres, 1668

De Nouveaux mémoires ont été publiés sous son nom par Antoine Sérieys, Paris, 1802 mais leur authenticité en reste douteuse.
Les papiers personnels de la famille de Bassompierre sont conservés aux Archives nationales sous la cote 5AP : inventaire du fonds 5AP.

## Armoiries
| Figure | Nom du prince et blasonnement          |
|        | D'argent, à trois chevrons de gueules. |

### Sources et bibliographie
- Tallemant des Réaux, Historiettes. Mémoires pour Servir a L'histoire Du XVIIe siècle sur Google Livres, par Messieurs Monmerqué, Membre de L'institut, de Chateaugiron et Taschereau. Tome troisième. Paris, Alphonse Levavasseur, Libraire, 16 place Vendôme, 1834.
- Bassompierre, Journal de ma vie (4 volumes), Paris, 1870.
- Paul Bondois, Le Maréchal de Bassompierre, A. Michel, Paris, 1925.
- Mathieu Lemoine, La Faveur et la Gloire. Le maréchal de Bassompierre mémorialiste (1579-1646), Paris, Presses de l’université Paris-Sorbonne, 2012, 609 p.,  (ISBN 978-2-84050-771-0).